# Елховецкий
Елховецкий — починок в Никольском районе Вологодской области.
Входит в состав Краснополянского сельского поселения (с 1 января 2006 года по 1 апреля 2013 года входил в Полежаевское сельское поселение), с точки зрения административно-территориального деления — в Полежаевский сельсовет.
Расстояние до районного центра Никольска по автодороге — 31 км. Ближайшие населённые пункты — Полежаево, Пертюг, Красное Зведение.
По переписи 2002 года население — 6 человек.